# Börje Svensson (psykoterapeut)
Börje Svensson, född 1942, är en svensk psykoterapeut och författare till flera böcker om sexualbrottslighet.

## Biografi
Svensson är legitimerad psykoterapeut och har under många år arbetat med behandling av barnsexförövare, bland annat på Norrtäljeanstalten.
Recensenten Aase Berg skriver 2012 om Svenssons bok "De mest hatade" att han förlitar sig i hög grad på psykodynamisk teori, men även beskriver en skrattspegel av det patriarkala konsumtionssamhället där allt och alla förvandlas till varor på en marknad. Han skriver om den paranoida positionens behov av en ond främling, och placerar vår syn på pedofilen där, i en häpnadsväckande jämförelse med nazism och främlingsfientlighet.
Svensson har på debattplats föreslagit en haverikommission för att utreda porrens skadliga verkningar. Han har även påtalat att behandling av sexköpare och porrmissbrukare i många fall kan vara framgångsrik, och att alltför extrem demonisering kan motverka möjligheten till rehabilitering.